# Tulcea
Tulcea (en grec Αέγυσσος, en latin Aegyssus, en bulgare, russe, et ukrainien Тулча ; en turc Tülca ou Hora-Tepe, en tatar Tolçu) est une ville roumaine, chef-lieu du județ de Tulcea, située sur les rives du delta du Danube, en Dobrogée, une région historique de Roumanie.

## Histoire
Fondée au VIIIe siècle av. J.-C., Aegyssos est mentionnée par Diodore de Sicile et Ovide qui précise dans ex Ponto que son nom lui vient de son fondateur, un Dace appelé Carpius Aegyssus.
Au Ier siècle, Aegyssus devient une cité romaine et une base pour la classis, la flotte danubienne impériale affectée au limes de Mésie.
Tulcea reste sous le contrôle de l'Empire romain d'Orient (que nous appelons « byzantin ») jusqu'au XIVe siècle, mais avec quatre longues interruptions (conquête après la bataille d'Ongal par le Premier Empire bulgare du VIIe au  IXe siècle, par les Russes kiéviens au Xe siècle, par les bulgaro-valaques au XIIe et par les Tatars au XIIIe). Elle abrite à partir de 1315 un comptoir de la république de Gênes et fait ensuite partie du despotat de Dobrogée, puis, peu après 1390, elle devient valaque sous le règne de Mircea Ier de Valachie.
Les archéologues discutent toujours pour savoir si Vicina, cité portuaire médiévale mentionnée au XIVe siècle et dont l'archevêque Hyacinthe fut le premier métropolite de Valachie, désigne Tulcea, ou bien Isaccea, Nufăru, Hârșova, la Citadelle de Păcuiul lui Soare (ro) ou d'autres localités de la rive droite du Danube,,.
En 1416, Tulcea est conquise par l'Empire ottoman, et reste ottomane jusqu'au dernier tiers du XIXe siècle. Autour de 1848, c'est une port actif dont l'activité comprend des chantiers navals et qui représente, pour les Diciens (Roumains dobrogéens), les Grecs et les Bulgares, un centre culturel important. Le statut de ville lui fut accordé en 1860, quand elle devient chef-lieu du district ottoman homonyme. En 1878 elle est attribuée à la Roumanie lors du partage de la Dobrogée entre ce pays et la Bulgarie. Ce rattachement est commémoré par un monument qui figure sur le blason de la ville.
Tulcea connut un développement rapide, fut rattachée au réseau ferré en 1925, et subit, comme toute la Roumanie, les régimes dictatoriaux carliste, fasciste et communiste de février 1938 à décembre 1989. Dans les années 1970, le centre-ville historique fut démoli comme « archaïque » et remplacé par des immeubles impersonnels en béton sous l'égide de l'architecte Cezar Lăzărescu. Après le rétablissement de la démocratie, avec l'ouverture des frontières, le développement a repris, basé sur les chantiers de réparation navale, l'agro-alimentaire, le commerce et le tourisme.

## Démographie
Selon le recensement de 2002, Tulcea a une population de 91 875 habitants, avec 7,7 % de minorités incluant des Lipovènes (3,4 %), des Turcs (1,4 %), des Arméniens, des Roms, des Grecs et des Oghouzes.
Lors du recensement de 2011, Tulcea avait perdu 18 168 habitants en raison de l'exode économique vers Constanța, Galați, Bucarest ou l'étranger, et comptait 73 707 habitants dont 83,37 % se déclaraient roumains, 2,35 % lipovènes, 1,29 % roms et 1,11 % turcs ; 10,53 % ne déclaraient pas d'appartenance ethnique et 1,33 % déclaraient appartenir à une autre ethnie.

## Politique
| Parti | Parti                                                | Sièges |
| ----- | ---------------------------------------------------- | ------ |
|       | Parti social-démocrate (PSD, gauche socialiste)      | 10     |
|       | Parti national libéral (PNL, droite libérale)        | 7      |
|       | Parti Mouvement populaire (PMP, droite nationaliste) | 2      |
|       | Alliance des libéraux et démocrates (ALDE, centre)   | 1      |
|       | Indépendant                                          | 1      |

## Tourisme
Par sa situation géographique à la défluence des bras du Danube, la ville est le point de départ des excursions en bateau dans le delta du Danube d'autant que c'est à Tulcea qu'aboutissent les chemins de fer et les routes asphaltées. Une route de terre, carrossable à la belle saison, relie le quartier Tudor Vladimirescu sur le rive Nord du Danube au village de Chilia Veche, à 65 km en aval sur le bras de Chilia (frontalier avec l'Ukraine). Des lignes de bateau régulières desservent les ports de Sulina à 70 km en aval sur le bras de Sulina et de Saint-Georges à 75 km en aval sur le bras homonyme. En ville et dans les environs, les intérêts économiques du tourisme et de la pêche se trouvent parfois en contradiction avec la préservation des milieux et de la biodiversité et avec la lutte contre les pollutions, missions de la réserve de biosphère du delta du Danube dont le siège est Tulcea.

## Jumelages
| Ville | Ville                  | Pays | Pays     | Période               |
| ----- | ---------------------- | ---- | -------- | --------------------- |
|       | Aalborg                |      | Danemark | depuis 1970           |
|       | Aalborg                |      | Danemark | depuis 1970           |
|       | Amasya                 |      | Turquie  |                       |
|       | Aprilia                |      | Italie   |                       |
|       | Choumen                |      | Bulgarie |                       |
|       | Fratta Polesine        |      | Italie   |                       |
|       | Izmaïl                 |      | Ukraine  |                       |
|       | Lárnaca (municipalité) |      | Chypre   | depuis le 27 mai 2003 |
|       | Rovigo                 |      | Italie   |                       |
|       | Werkendam              |      | Pays-Bas |                       |
|       | Ílion                  |      | Grèce    |                       |